# Chemin de Niboul
Le chemin de Niboul (en occitan : camin de Nibol) est une voie publique de Toulouse, chef-lieu de la région Occitanie, dans le Midi de la France.

## Situation et accès

### Description
Le chemin de Niboul est une voie publique de Toulouse. Il se trouve au cœur du quartier de Borderouge.
Le chemin de Niboul naît perpendiculairement à la rue Maurice-Mélat. Dans sa première partie, longue de 345 mètres, il suit un parcours relativement tortueux, d'abord orienté au nord-est, parallèle à la rue Edmond-Rostand, puis à l'est, pour rejoindre la rue Arria-Ly. La chaussée compte une voie de circulation automobile à sens unique, de la rue Arria-Ly vers la rue Maurice-Mélat. Il est défini comme une zone de rencontre et la vitesse y est limitée à 20 km/h. Il n'existe pas d'aménagement cyclable, quoiqu'elle soit à double-sens cyclable.
Dans sa deuxième partie longue de 94 mètres, au-delà de la rue Arria-Ly, le chemin de Niboul est orienté à l'est pour terminer devant la ferme de Niboul, près de l'avenue Maurice-Bourgès-Maunoury et le carré de la Maourine. Il est dévolu aux mobilités douces, sans être officiellement défini comme une voie piétonne.
La chaussée compte une voie de circulation automobile en sens unique. Elle appartient à une zone de rencontre et la vitesse y est limitée à 20 km/h. Il n'existe pas de bande, ni de piste cyclable, quoiqu'elle soit à double-sens cyclable.

### Voies rencontrées
Le chemin de Niboul rencontre les voies suivantes, dans l'ordre des numéros croissants (« g » indique que la rue se situe à gauche, « d » à droite) :
1. Rue Maurice-Mélat
2. Rue Arria-Ly

### Transports
Le chemin de Niboul n'est pas directement desservi par les transports en commun toulousains. Il aboutit cependant au nord, près du carré de la Maourine, où se trouvent la station Borderouge, sur la ligne de métro  et, à proximité, une importante gare de bus où se trouvent le terminus des lignes de bus 19263640414273114 ainsi que les arrêts de la ligne de bus 33. À l'ouest, le chemin de Niboul se trouve également à proximité du chemin des Izards, où se trouvent la station Trois-Cocus, sur la même ligne de métro , ainsi que le terminus de la ligne de bus 60 et les arrêts de la ligne de bus 41.
Il existe également plusieurs stations de vélos en libre-service VélôToulouse le long de l'avenue Maurice-Bourgès-Maunoury et des voies les plus proches : les stations no 174 (41 avenue Maurice-Bourgès-Maunoury), no 175 (face 52 avenue Maurice-Bourgès-Maunoury), no 248 (rue des Bouquetins) et no 283 (12 rue du Colonel-Paul-Paillole).

## Odonymie
Le chemin tient son nom de la métairie et du domaine auquel il aboutissait. Ils appartenaient au XVIIIe siècle à Joseph Nigoul, chirurgien à l'hôtel-Dieu Saint-Jacques, dont le nom a été altéré en Niboul.

## Patrimoine et lieux d'intérêt

### Fermes

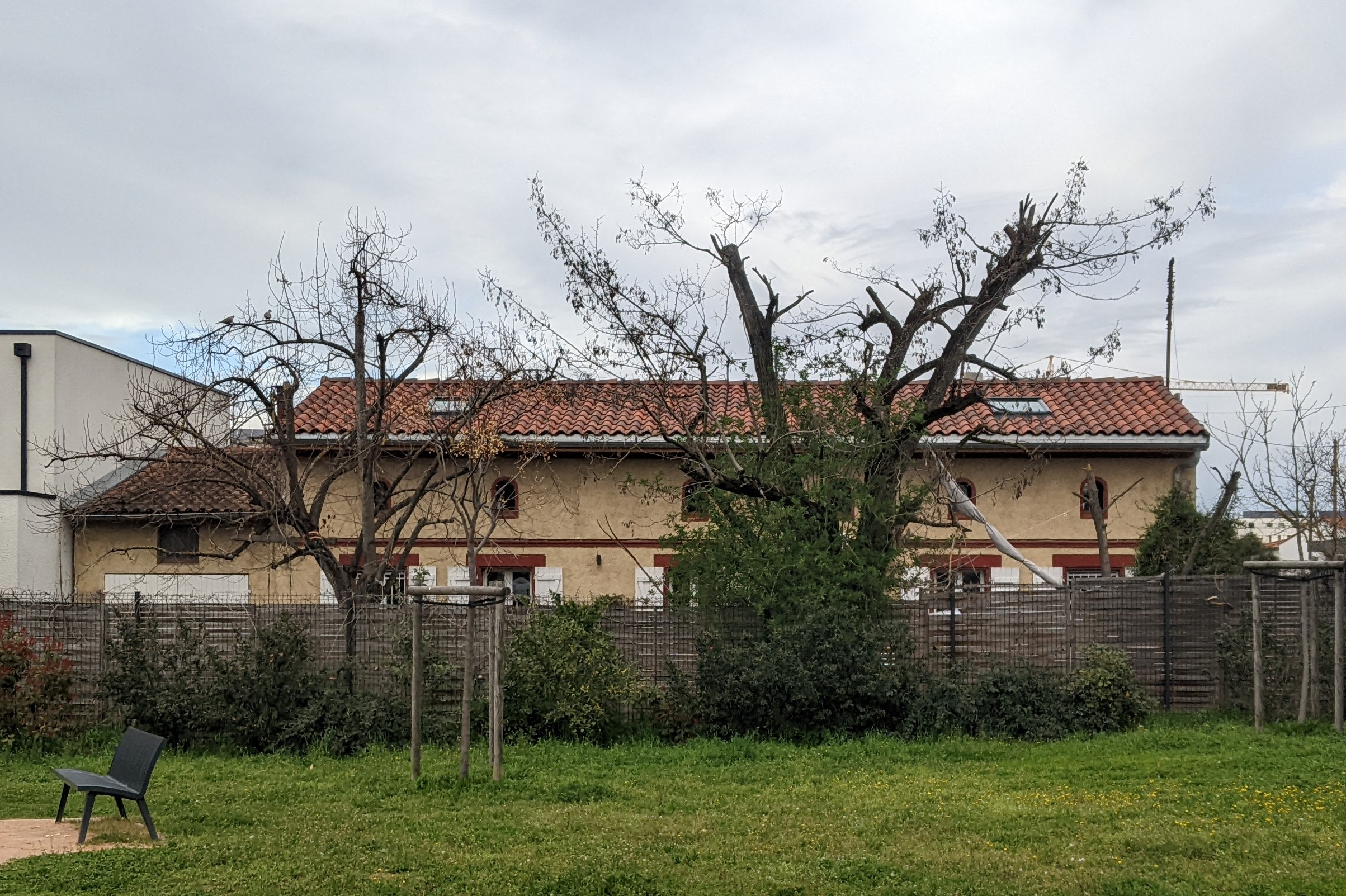
no 3 : ancienne ferme.

- no  3 : ferme. 
La ferme maraîchère, construite dans la moitié du XIXe siècle, se trouve entre le chemin de Niboul et la rue Edmond-Rostand (actuel no 171). Elle est bâtie en assises alternées de briques et de galets. La façade principale, orientée au sud, se développe sur six travées. Le rez-de-chaussée est surmonté par un comble à surcroît, dont il est séparé par un cordon de brique. Le niveau de comble est percé par de petites fenêtres. L'élévation est surmontée d'une corniche moulurée[2].

- no  16 : ferme[3].
- no  42 : ferme Niboul[4].

### Groupe scolaire Niboul
Le groupe scolaire regroupe une école maternelle et une école élémentaire sur une vaste parcelle de 4 700 m² à l'angle du chemin de Niboul et de la rue Arria-Ly (actuel no 9). Il est construit par une équipe composée des architectes Pierre-Jean Riera et Céline Sirach, de la paysagiste Delphine Beaudouin et de l'agence de graphistes Bakélite.

### Jardins publics
- jardin 14-Chemin-Niboul.
Le jardin 14-Chemin-Niboul est aménagé en 2020 sur une parcelle à l'angle de la rue Edmond-Rostand, sur une parcelle d'environ 900 m², laissée libre à la suite du percement de la rue Maurice-Mélat en 2001. Il compte une aire de jeux pour enfants.

- sente 8C. 
La sente 8C est un des chemins piétonniers, arborés et paysagés, tracés dans le cadre de l'aménagement du nouveau quartier de Borderouge. Il relie le chemin de Niboul, à l'ouest, la rue Almodis, au sud, et la rue Jeanne-de-Toulouse, à l'est. Il est par ailleurs prolongé, au sud, par la sente 8B et, à l'est, par la sente 7. Il cumule une superficie de 3 100 m2. Les allées sont plantées de divers arbres – arbre à soie et saule pleureur – et arbustes – abelia grandiflora, aronia à fruits noirs, pittosporum de Chine, sauge leucophylla et sauge de Jérusalem, et viorne à feuilles ridées.

- jardin Ferme-Niboul.